# Liste der Monuments historiques in Troussey
Die Liste der Monuments historiques in Troussey führt die Monuments historiques in der französischen Gemeinde Troussey auf.

## Liste der Immobilien
| Bezeichnung       | Beschreibung                    | Standort                 | Kennzeichnung | Schutzstatus | Datum | Bild           |
| ----------------- | ------------------------------- | ------------------------ | ------------- | ------------ | ----- | -------------- |
| Kirche St-Laurent | aus dem 12. und 13. Jahrhundert | Place de l’Église (Lage) | PA00106643    | Inscrit      | 1989  | weitere Bilder |

## Liste der Objekte
| Bezeichnung                  | Beschreibung                                                            | Standort                        | Kennzeichnung | Schutzstatus | Datum | Bild |
| ---------------------------- | ----------------------------------------------------------------------- | ------------------------------- | ------------- | ------------ | ----- | ---- |
| Skulptur Heiliger Laurentius | Stein, farbig gefasst, 16. Jahrhundert                                  | in der Kirche St-Laurent (Lage) | PM55002430    | Inscrit      | 1999  |      |
| Zwei Seitenaltäre            | jeweils Altartisch und Retabel sowie insgesamt vier Skulpturen; um 1700 | in der Kirche St-Laurent (Lage) | PM55002429    | Inscrit      | 1991  |      |